# 東辰医院
東辰医院（とうしんいいん）は、かつて北海道札幌市中央区大通東7丁目に所在した病院。
元は木根淵医師の建設した木造2階建ての病棟を、鈴木徳雄が購入したものである。
外壁に装飾目的で柱や梁を張りつけた「スティックスタイル」が特徴で、屋根の妻面には下見板が放射状に張られていた。
さっぽろ・ふるさと文化百選のNo.5に選定されていたが、1991年（平成3年）に解体された。現在、跡地には北1条松華堂歯科が立地している。